# Правий реванш

«Правы рэванш» —  незареєстрована ультраправа білоруська організація середини 1990-х років. Лідери організації спиралися на ідеї Ніцше, Шпенглера і інших ідеологів радикального консерватизму і націоналізму Західної Європи. Організація використовувала як свою символіку чорно-червоно-чорний стяг.

## Передумови
Славамир Адамович завжди був прихильником партії Білоруський народний фронт, однак виступав за створення більш радикальної організації. 27 липня (день прийняття Декларації про державний суверенітет Білорусі) 1994 року, білоруські націоналісти пройшлися з факелами по проспекту Франциска Скарини у Мінську.
У кінці жовтня в 1994 року у інтерв’ю гродновській «Пагоні» Адамович розповів про організацію «Правий реванш», яка мала бути організована п’ятьма — «активно-силовими угрупуваннями». Вони повинні були виконати завдання центра, але мали  широкі повноваження на місцях. Також Адамович озвучив ідею спільноти: з битва з «туристами», які «приймають Білорусь за Ріо-де-Жанейро» .

## Створення та Відродження
26-27 листопада 1994 року у Вітебську пройшов з'їзд білоруських націоналістів. В акції взяли участь понад 60 осіб (присутні були представники незареєстрованої Національної партії та зареєстрованої Партії любителів пива зі своїм лідером Андрієм Римашевським ). День з’їзду був присвячений до дня народження уродженця Володимира Караткевича. З'їзд проходив у художній галереї Алеся Пушкіна. У перший день з'їзду міліція розігнала його, виправдовуючи, що у будівлі встановлена бомба. Учасники з'їзду відмовилися розходитись, а міліція вчинила насильство , після чого травмували журналіста вітебського видання «Вибар». З’їзд пройшов без перешкод. 27 листопада було оголошено про створення «Правого реваншу», а також ухвалено патріотичні резолюції. Водночас мітинг учасників з'їзду було розігнано біля пам'ятника Караткевичу. Адамович отримав три доби адміністративного арешту.

## Діяльність
«Правий реванш» надсилав листи тим, хто, на думку його членів, зраджує Білорусь. В листах вони вимагали від адресата припинити свою діяльність. Такі листи в кінці 1994 року отримали, наприклад, редакція «Нової народної газети» і Союз поляків Білорусі. Останній був надісланий Адамовичу з запитом пояснити що до чого.  
6 лютого 1995 року на зібранні регіональних груп «Правого реваншу» у Мінську була дана відповідь, в якій поляків названо «етнополітичними ворогами» білорусів. Повідомлялося, що перед регіональними групами було поставлене завдання скасувати вплив пропольских елементів на білоруський електорат. Польща також піддавалась критиці за те, що під час німецько-фашистської окупації Армія Крайова знищувала білорусів. У відмові попереджували тих, хто має завдання здійснювати в Білорусі «брудні угоди». В такому випадку їх чекала «друга Чечня».
13 березня 1995 року в Мінську пройшов літературний вечір Славомира Адамовича, на якому він дав інтерв'ю режисеру Юрію Азаронку й зачитав йому свій вірш «На день створення організації реванш "Правий реванш"». У вірші була озвучена гарна ідея приходу до влади шляхом державного перевороту (без кровопролиття  та жертв)